# Paphiopedilum lowii
Paphiopedilum lowii (возможные русские названия: Пафиопедилюм Лоу, или Пафиопедилум Лоу) — вид многолетних трявянистых растений из рода Пафиопедилюм семейства Орхидные.

## Синонимы
По данным Королевских ботанических садов в Кью:
- Cordula lowii (Lindl.) Rolfe 1912
- Cypripedium cruciforme Zoll. & Moritzi in W.H.De Vriese 1854
- Cypripedium lowii Lindl. 1847basionym
- Paphiopedilum lynniae Garay 1996
- Paphiopedilum lowii var. aureum P.J.Cribb, 1990
- Paphiopedilum lowii f. aureum (P.J.Cribb) P.J.Cribb, 1997
- Paphiopedilum richardianum Asher & Beaman, 1988

## Этимология
Вид не имеет устоявшегося русского названия, в русскоязычных источниках обычно используется научное название Paphiopedilum lowii.
Назван в честь первооткрывателя — Хью Лоу.
Английское название — Low’s Paphiopedilum.

## Природныеразновидности
Вид изменчив по глубине цвета, размеру и форме цветков.
По данным Королевских ботанических садов в Кью:
- Paphiopedilum lowii var. lowii (Юго-западная часть Малайзии)
- Paphiopedilum lowii var. lynniae (Garay) O.Gruss & Roeth, 1997 (Борнео)
- Paphiopedilum lowii var. richardianum (Asher & Beaman) O.Gruss, 1994 (Сулавеси)

Существует сообщение о новой не зарегистрированной вариации Paphiopedilum lowii var. latifolium. Это растение крупнее, чем обычный Paph. lowii. Размер листа составляет около 1 м в длину и 7—10 см в ширину. Цветок немного крупнее и более тёмной окраски. Соцветие 3—4-цветковое.

## Биологическое описание
Побег симподиального типа. Стебель практически полностью скрыт основаниями 4—6 листьев.
Ризома короткая.
Листья 20—40 см в длину, 3—6 см в ширину, равномерно зелёные.
Цветонос одиночный, до 60 см в длину, несет 3—7 цветков.
Цветки от 7,5 до 14 см в диаметре, изменчивы по окраске. У типовой формы петалии закрученные, желтые с темно-бордовыми пятнами у основания и фиолетовыми концами. Парус узкий, желто-зелёный, с коричневато-пурпурными жилками у основания. Губа коричневато-зелёная.
Хромосомы: 2n = 26.

## Ареал, экологические особенности
Суматра, Ява, Сулавеси и Калимантан.

Эпифит, реже литофит на скалах во мхах или на растительном опаде. 
 Горные леса на высотах 760—1370 метров над уровнем моря.
 Поскольку ареал вида достаточно обширен, климатические особенности можно охарактеризовать только в общих чертах. Климат влажный экваториальный, температура в течение года в пределах 24—27 °С, в горах температура ниже, осадков выпадает от 1500—3000 мм (в горах около 4000 мм) в год.
Цветёт в апреле—июне.
В районе естественного произрастания Paphiopedilum lowii зарегистрированы экстремальные температуры до 30 °C и 12 °C.
Средняя относительная влажность воздуха более 80 % в течение всего года.
Осадки: от 175 мм в июле до 688 мм в январе.
Средние температуры (день/ночь) от 25,0/ 16,5 °C в январе до 26,7/16,5 ° С в мае.
Относится к числу охраняемых видов (I приложение CITES).

## В культуре
Температурная группа — тёплая
На протяжении всего года средняя дневная температура 25—27 °C, средняя ночная 16—17 °C, с ежедневным перепадом в 9—11 °C. В связи с тем вид распространен на достаточно обширной территории, характеризующейся некоторыми климатическими отличиями, растения могут быть легко адаптированы к температуре на 4—6°С выше или на 2—3 °C ниже описанных выше.
Свет: 20000—30000 люкс, при наличии постоянного движения воздуха.
Относительная влажность воздуха 60—80 %.
Посадка в пластиковые и керамические горшки с несколькими дренажными отверстиями на дне, обеспечивающими равномерную просушку субстрата. 

Основные компоненты субстрата — см. статью Paphiopedilum.
Вид относительно легко переносит накопление солей в субстрате.
 Частота полива должна быть подобрана таким образом, чтобы субстрат внутри горшка успевал почти полностью просохнуть, но не успел высохнуть полностью. Специальные комплексные удобрения для орхидей используются круглый год в минимальной концентрации.
Пересадку растений осуществляют после завершения цветения.
Paphiopedilum lowii активно используется в гибридизации около 100 лет.
83 различных клона были награждены Американским орхидным обществом AOS за качество цветка. В 1980 году было представлено растение с большими, чем обычно, цветками, которые имели относительно плоский светло-зелёный парус и широкие яркие фиолетовые концы боковых лепестков. Его назвали Paphiopedilum lowii 'Malaysian Princess’ AM/AOS, и оно установило новый стандарт для этого вида по размеру, цвету и форме. Этот клон использовался для размножения и теперь заменяет прародителя. 
 В последние годы в США представлены новые эффектные клоны Paph. lowii, которые превосходят все другие (Paph. lowii 'The Queen' AM/AOS и Paph. lowii к'Fantastic' AM/AOS). В поперечнике эти цветки были 18,5 и 18,3 см.
Из-за размера и цвета этот вид очень важен для разведения многоцветковых гибридов, особенно для скрещивания с видами Coryopedilum. Гибриды с участием Paph. lowii наследуют богатые цвета. Редкая белая форма — Paph.lowii f. aureum имеет жёлтые цветки. 
В середине 1980-х годов зацвели первые полиплоидные формы Paph. lowii. Их соцветия состояли из 2—3 цветков, при этом цветки были более крупные, чем у диплоидных растений этого вида.

## Некоторые известные первичныегибриды(грексы)

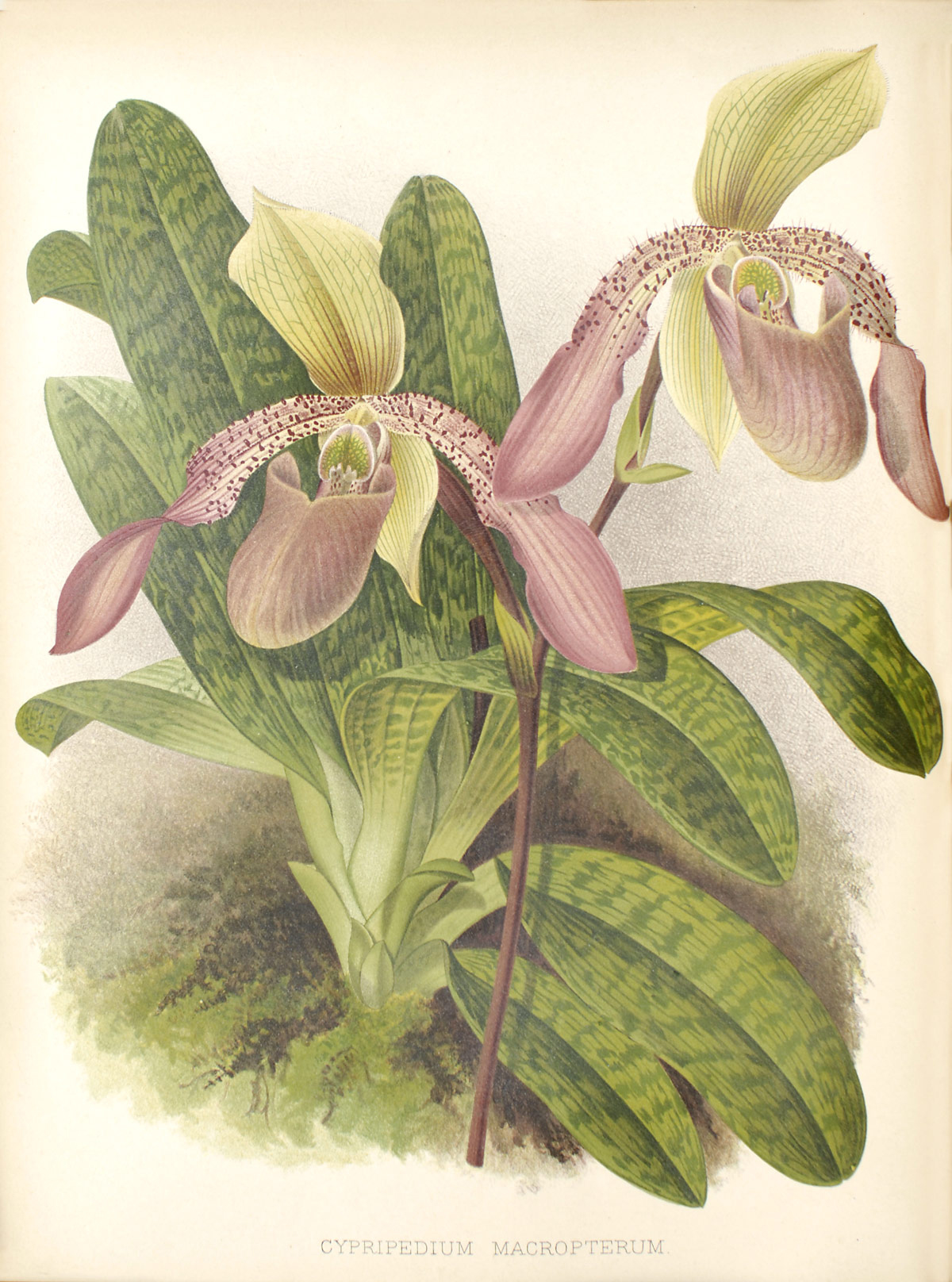
(P. lowii × P. superbiens)
Ботаническая иллюстрация из книги The Orchid Album, 1891 г.

| - Neeri-Dello — lowii × delenatii - Chai-Ui Lady — lowii × bellatulum - Gretchen — lowii × concolor - Drewettii — lowii × niveum - Beatrice — lowii × boxallii - Quadriga — lowii × charlesworthii - Memoria Anton Moellenberndt — lowii × druryi - Zingano — lowii × fairrieanum - Lipstick — lowii × henryanum - Hercules Poirot — lowii × hirsutissimum - Rossii — lowii × insigne - De Witt Smith — lowii × spicerianum - Lucidum — lowii × villosum - Memoria Alex Wilkie — lowii × acmodontum - Lowar Honi — lowii × argus - Calanthum — lowii × barbatum - Penfield Dragon — lowii × ciliolare - Svend Brun — lowii × curtisii - Patersonii — lowii × dayanum - Burtonii — lowii × hookerae - Macfarlanianum — lowii × lawrenceanum | - Tamanend — lowii × purpuratum - Roselynn Gray — lowii × sukhakulii - Macropterum — lowii × superbiens - Fern Canyon — lowii × tonsum - Pycnopterum — lowii × venustum - Aaron Poock — lowii × wardii - Low Hum — lowii × adductum - Mattakesset — lowii × glanduliferum - Toni Semple — lowii × haynaldianum - Alex’s Spots — lowii × kolopakingii - Robinianum — lowii × parishii - Berenice — lowii × philippinense - Julius — lowii × rothschildianum - Mrs. Reginald Young — lowii × sanderianum - Mercatelii — lowii × stonei - Memoria Arthur Freed — lowii × chamberlainianum - Glaucolowii — lowii × glaucophyllum - Song of Love — lowii × liemianum - Mamie Wilson — lowii × primulinum - Sandy’s Wild Turkey — lowii × victoria-reginae |